# جمران 1
جمران 1 هو قمر صناعي بحثي إيراني. تم إطلاق القمر الاصطناعي إلى الفضاء بواسطة حامل الأقمار الاصطناعية «قائم 100» الذي يعمل بالوقود الصلب ويتكون من ثلاث مراحل. تم وضع القمر الصناعي بنجاح في مدار على ارتفاع 550 كم فوق سطح البحر. تم تصميم وبناء «جمران 1» من جانب المجموعة الفضائية للصناعات الإلكترونية الإيرانية بالتعاون مع معهد أبحاث الفضاء الجوي والشركات القائمة على المعرفة الخاصة. يزن القمر حوالي 60 كج ومهمته الأساسية هي اختبار أنظمة الأجهزة والبرمجيات لإثبات تقنية المناورة المدارية من حيث الارتفاع.